# Ulrich Füetrer
Ulrich Füetrer (auch Füterer; * um 1430 in Landshut; † zwischen 1493 und 1502 in München) war ein deutscher Dichter und Maler, der seit etwa 1453 in München wirkte und in enger Verbindung zum Hof von Herzog Albrecht IV. von Oberbayern stand.

## Leben
Füetrer, ursprünglich wohl Furtter, wurde um 1430 in der niederbayerischen Residenzstadt in Landshut geboren, wo er vermutlich die Lateinschule besuchte. Seit 1453 bzw. 1460 ist er als Maler in München nachweisbar, wo er ab da viel für den dortigen Herzogshof der oberbayerischen Linie der Wittelsbacher arbeitete, u. a. für die Herzöge Albrecht III. und für dessen Söhne Siegmund und Albrecht IV. Füetrer wird ab 1460 bis 1494 als „Vierer“ der vereinigten Zünfte der „Maler, Seidenater und Glaser“ genannt. Er hat wohl vor allem Wandgemälde ausgeführt, weniger Tafelgemälde. So war er an großen öffentlichen Münchner Projekten beteiligt, wie der Bemalung des Turmes des Alten Rathauses 1464 (mit Hans Gleissmüller; nicht erhalten) und der Bemalung des neuen Rathaus-Saalbaus (Talseite 1476; Platzseite 1477). Im Innern des Saalbaus malte Füetrer 1478 zwei Wappenfriese mit 96 bemalten Schilden, vor denen die Moriskentänzer von Erasmus Grasser aufgestellt wurden. Es ist nicht ganz klar, ob er enger mit dem ungefähr gleichaltrigen Maler Gabriel Mälesskircher zusammengearbeitet hat.
Seit den 1460er Jahren gehörte Ulrich Füetrer in München gelehrten und kunstinteressierten, auch mit dem Frühhumanismus in Verbindung stehenden Kreisen an, zu denen Jakob Püterich von Reichertshausen, Johannes Hartlieb und Hans Heselloher gehörten.
Zuletzt wird er in den Münchener Steuerbüchern 1496 erwähnt. 1496 wurde seine Frau aus München verwiesen.

## Werk

### Buch der Abenteuer

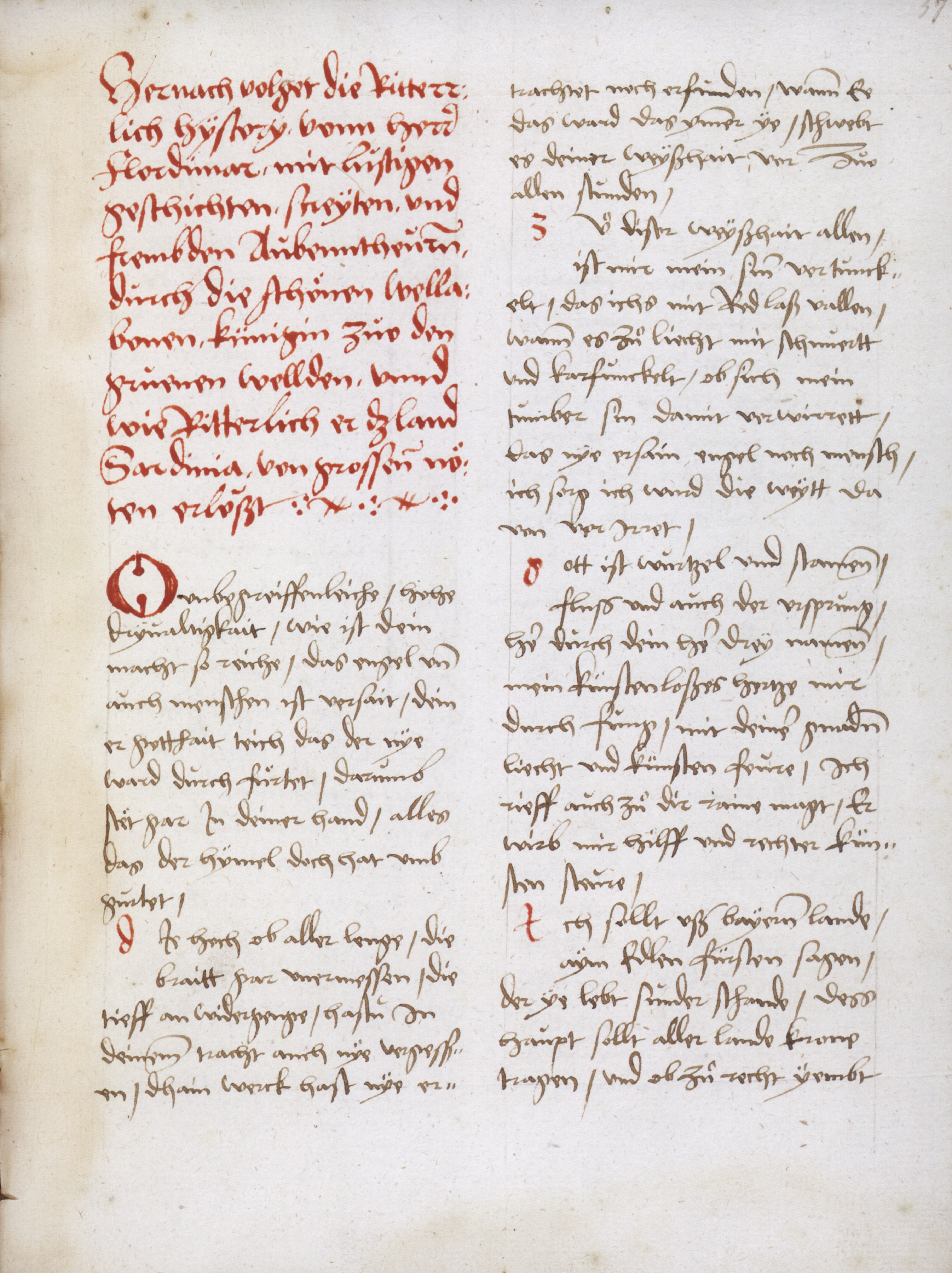
History vom Herr Flordimar, Badische Landesbibliothek, Codex Donaueschingen 140

Als Füetrers Hauptwerk gilt das Buch der Abenteuer, das er zwischen 1473 und 1487 im Auftrag Albrechts IV. von Bayern verfasste. Das Werk umfasst etwa 41.500 Verse in der Strophenform des Jüngeren Titurel Albrechts.
Es beginnt mit der Geschichte des Gralsgeschlechts, wobei Füetrer sich an den im Jüngeren Titurel geschilderten Ereignissen orientierte. Darauf folgt bei ihm der Trojanerkrieg, der einen Zusammenhang zwischen dem Geschlecht der Trojaner und der Briten herstellt. Brutus, hier ein Nachfahre des Aeneas, gehört zu den Trojanern und gründet schließlich Britannien, welches nach ihm benannt ist. Diese Geschichte basiert auf den Werken von Geoffrey von Monmouth (Historia Regum Britanniae) und Wace (Roman de Brut). Anschließend an den Trojanerkrieg folgt die Geschichte von Merlin, für die in der Forschung keine deutschen Quellen bekannt sind. In der Forschung wird davon ausgegangen, dass ein deutscher Roman über Merlin existierte, der heute jedoch verschollen ist, Füetrer selbst nennt einen Albrecht von Scharfenberg als Gewährsmann seiner Darstellung. Füetrer stellte außerdem eine Genealogie zwischen den einzelnen Figuren der Artuswelt her, indem er Merlin in seinem Buch der Abenteuer zu Artus Großvater machte.
Danach wendete sich Füetrer der Geschichte von Gahmuret und dessen Orientfahrt zu, wobei er den Prolog des Parzival vorwegstellt. Nach der Gahmuret-Episode folgt die Geschichte von Tschionachtolander (Schionatulander), in der die aus dem Jüngeren Titurel bekannten Ereignisse berichtet werden. Daraufhin folgen die bekannten Ereignisse aus Wolfram von Eschenbachs Parzival. Diese Geschichte erweitert Füetrer jedoch um einige Verse, indem er für die Gawein-Episoden noch Heinrich von dem Türlins Diu Crône als Vorlage nimmt und diese in die aus dem Parzival bekannten Aventiuren Gaweins einfügt. Das erste Buch des Buchs der Abenteuer endet mit der Beschreibung der Abenteuer von Parzivals Sohn Lohargrim, in dem unter anderem geklärt wird, was mit dem Gral passiert. Das erste Buch endet mit einer Huldigung an Albrecht IV. von Bayern.
Der zweite Teil des Buches der Abenteuer, genannt Das annder púech, befasst sich mit der Geschichte Ibans, wobei Füetrer als Vorlage je nach Forschungsmeinung ausschließlich Hartmanns von Aue Iwein oder diesen und Nebenquellen benutzte, und mit anderen in der Forschung größtenteils unbekannten Romanen, die die Aventiuren verschiedener Ritter beschreiben (Wigoleis, Seifrid de Ardemont, Melerans, Iban, Persibein, Poytislier und Flordimar).
Der dritte und letzte Teil des Buches der Abenteuer widmet sich der Geschichte von Lannzilet.
In letzter Zeit hat sich die Interpretation dieses Werkes stark gewandelt. Während man es früher einem Ritterrenaissance (Ritterromantik) genannten Phänomen zugeordnet hat, und dabei den nostalgischen, rückwärtsgewandten und letztendlich erfolglosen Versuch einer Wiederbelebung des mittelalterlichen Rittertums im Auge hatte, sieht man nun stärker die modernen Aspekte, die wie bei frühhumanistischen Positionen der Zeit die erkenntnisfördernde Rolle des Gespräches und die Reflexion der historischen und poetischen Distanz thematisieren und propagieren. Füetrer wird aus dieser Perspektive auch zu einem frühen Vertreter der Renaissance als intellektueller und kultureller Bewegung in Deutschland, die zunächst ein Phänomen kleiner, oft höfischer Eliten war.

### Bairische Chronik
Füetrer verfasste zwischen 1478 und 1481 eine umfangreiche Bairische Chronik, in der auf neuartige Weise eine durchgehende Linie von Herrschern in Bayern seit der Römerzeit konstruiert wurde, die auf den regierenden Herzog von Oberbayern zulief. Dies entsprach den Bemühungen des Hofes in München, die Einheit des damals geteilten bayerischen Herzogtums wiederherzustellen. Der Text ist in leicht abweichenden Versionen in 13 vollständigen Handschriften überliefert: SLUB Dresden, Mscr. P 47 (Digitalisat); UB Leipzig Rep. IV. 6; München Bayerische Staatsbibliothek, Cgm 43, 225, 227, 565, 566, 699, 1590 und 1591; München, Geheimes Hausarchiv, Hs. 31; Landesarchiv Linz, Schlüsselberger Archiv, Hs. 192; Überlingen, Leopold-Sophien-Bibliothek, Hs. 192.

### Lanzelot als Prosaroman
Ein Prosaroman über Lanzelot ist in drei Handschriften überliefert: Badische Landesbibliothek Karlsruhe, Cod. Donaueschingen 141 und 142, sowie München, Staatsbibl., Cgm 573.

## Ausgaben
- Heinz Thoelen (Hrsg.): Das Buch der Abenteuer. Nach der Handschrift A (Cgm. 1 der Bayerischen Staatsbibliothek). 2 Teile. (Göppinger Arbeiten zur Germanistik, Band 638), Kümmerle, Göppingen 1997, ISBN 3-87452-884-7.
- Reinhold Spiller (Hrsg.): Bayerische Chronik. Rieger, München 1909 (Digitalisat der Universitäts- und Landesbibliothek Düsseldorf).